# 中田纳西州立大学
中田纳西州立大学（英语：Middle Tennessee State University，简称：MTSU），也译作“田纳西州中部州立大学”，始创于1911年，是一所位于美国田纳西州默弗里斯伯勒的区域性公立综合性大学。MTSU最初一所师范学校，经过一百余年的发展，该校目前拥有8个本科学院和1个研究生院，共计35个学术单位和教学部门，设有80余个本科及研究生专业。MTSU的王牌专业为录音录影工艺（Recording Industry）、航空航天（Aerospace）、混凝土产业管理（Concrete Industry Management）、和音乐（Music）。MTSU还与橡树岭国家实验室、美国陆军和美国海军陆战队有深度合作。2009年，中田纳西州立大学被美国《福布斯》杂志（Forbes）评选为“全美最优秀的100所公立大学”之一。 

## 知名校友
- 詹姆斯·M·布坎南，经济学家、诺贝尔经济学奖得主
- 穆罕默德·尤纳斯，经济学家、诺贝尔和平奖得主
- 老艾伯特·戈尔，政治家、美国参议院议员
- 克里斯·杨，乡村音乐歌手
- 埃米·李，美国歌手

## 相关学校
- 东田纳西州立大学（East Tennessee State University）
- 孟菲斯大学（University of Memphis）
- 田纳西州立大学（Tennessee State University）